# آخر فرصة يا هارفي (فلم)
آخر فرصة يا هارفي (بالإنجليزية: Last Chance Harvey) فيلم درامي رومانسي أمريكي لعام 2008، من تأليف وإخراج جويل هوبكنز. يركز السيناريو على شخصين وحيدين يقومان مؤقتًا بتكوين علاقة على مدار ثلاثة أيام. يلعب داستن هوفمان دور مؤلف موسيقي أمريكي يفقد وظيفته ومنصبه بينما تلعب إيما تومسون دور عاملة في المطار، ذات نظرة استهجان للعلاقات العاطفية.

## طاقم التمثيل
- داستين هوفمان: في دور هارفي شاين
- إيما تومسون: في دور كيت ووكر
- إلين أتكينز: في دور ماجي ووكر
- كاثي بيكر: في دور جان
- جيمس برولين: في دور بريان
- ليان بلابان: في دور سوزان شاين
- دانيال لابين: في دور سكوت رايت
- ريتشارد شيف: في دور مارفن
- دينيس جيمز: في دور سائق حافلة

## أحداث الفيلم
هارفي شاين هو رجل أمريكي مطلق يعمل في كتابة الموسيقى للإعلانات التلفزيونية، وهي وظيفة لا تتماشى مع حلمه في أن يصبح عازف بيانو وموسيقى جاز، كما ان موقفه في العمل ضعيف. يسافر هارفي إلى لندن لحضور حفل زفاف ابنته سوزان، وعند وصوله إلى مطار هيثرو، يقابل كيت ووكر، وهي واحدة من سكان لندن تعمل في جمع الإحصاءات من الركاب أثناء مرورهم عبر محطات الطيران. كان هارفي متعبًا ومتشوقًا للوصول إلى الفندق الذي يقيم فيه، ويتخلص من كيت بفظاظة عندما تقترب منه في الاستبيان.
يصل هارفي إلى فندقه، ويكتشف أنه ضيف الزفاف الوحيد الذي حجز هناك، ويتألم عندما يكتشف أن زوجته السابقة جان استأجرت منزلاً لإستضافة كل من يحضر لحفل الزفاف من الولايات المتحدة، باستثنائه هو. يكتشف أيضا في ليلة العشاء التي سبقت الزفاف، انه أصبح غريب عن حياة ابنته وأنه تم استبعاده من العشيرة المحيطة بزوج زوجته السابقة الجديد برايان. يشعر هارفي أن أدبهم تجاهه غير صادق ويجعله يشعر بالحرج وعدم الارتياح. يخبر هارفي سوزان أنه سيحضر الحفل ولكن ليس حفل الاستقبال لأنه يتعين عليه العودة بشكل عاجل إلى الولايات المتحدة. تجيب سوزان أن برايان زوج أمها، كان أبًا لها في السنوات القليلة الماضية أكثر من هارفي وأنها تطلب منه التخلي عنها في حفل زفافها.
في هذه الأثناء، تكون كيت في موعد لا يسير على ما يرام، وبعد اجابتها مكالمة هاتفية من والدتها، تعود كيت إلى الطاولة لتكتشف أن الرجل الذي تواعده قد التقى بأصدقاء في الحانة ودعاهم للانضمام إليهم. بعد شعورها بالحرج الاجتماعي والاستبعاد من المجموعة، تعود في النهاية إلى بيتها.
يحضر هارفي حفل الزفاف في صباح اليوم التالي، ثم يغادر على الفور إلى المطار، بعد استبعاده مرة أخرى وإبقائه في مؤخرة الكنيسة بدلاً من المقدمة في مكانه الحقيقي بجوار ابنته. يتأخر هارفي، بسبب حركة المرور الكثيفة في لندن، عن رحلته إلى الولايات المتحدة. يتصل هارفي برئيسه لإبلاغه أنه سيعود في وقت متأخر عما كان مخططا له، ولكن رئيسه يقوم فصله. يحتاج هارفي لطمس أحزانه، ويذهب إلى حانة في المطار ويرى كيت وهي هناك تتناول غداءًا منفردًا. يتعرف عليها من اليوم السابق، ويعتذر عن سلوكه الفظ. تقاوم في البداية الاهتمام الذي يوليه لها ولكن سرعان ما يسعدهما أن تجري أخيرًا محادثة صادقة وحقيقية مع شخص ما. يشعر هارفي بالوحدة وعدم الرغبة في الإقامة في فندق بجوار المطار، وأثناء تجولهم على طول نهر التايمز، يذكر هارفي أنه يفتقد حفل زفاف سوزان، وتحثه كيت على الذهاب، ويوافق إذا كانت سترافقه، وحيث أنها لا ترتدي ملابس مناسبة لمثل هذه المناسبة، يشترى لها هارفي فستانًا ويتوجه الاثنان إلى الفندق. يستمر إبعاد هارفي عن مكان الصدارة في الحفل، وبعد رقصة الزفاف الأولى للعروس والعريس، يدعو العريس هارفي للرقص مع ابنته. يفعل ذلك بسعادة، ثم ينضم إليهم جميع الضيوف في حلبة الرقص. تشعر كيت بالحرج وهي وحيدة في غرفة مليئة بالغرباء. يرقص هارفي ويبدو أنه نسي كيت، التي تغادر بهدوء. يذهب هارفي للبحث عنها، ويجدها تنتظر المصعد، يصطحبها إلى غرفة جانبية حيث يوجد بيانو ويبدأ في العزف بهدوء على إحدى مقطوعاته الموسيقية الجاز. تسمع الموسيقى وتتابعها، وتجد هارفي يطلب منها البقاء والعودة إلى الاستقبال حتى يرقصها، وتوافق ويقضوا وقت رائع معًا. بعد حفل الاستقبال، يسير هارفي وكيت ويتحدثان حتى الفجر، وعند الفراق يتبادلان قبلة واحدة لطيفة ويوافقان على الالتقاء ظهرًا في وقت لاحق من ذلك اليوم. بالعودة إلى الفندق الذي يقيم فيه، يعاني هارفي من خفقان خطير في القلب بعد استخدامه السلالم لأن كلا المصعدين معطلان. يتم نقله إلى المستشفى، ويبقى طوال الليل لتلقي العلاج، ويفوته موعد كيت، التي حضرت حسب متفق عليه وتنتظره. يخرج هارفي من المستشفى اليوم التالي، وتصله مكالمة من رئيسه الذي يكتشف أنه يحتاج إلى هارفي في العمل. يحث هارفي على العودة في أقرب وقت ممكن. يستقيل هارفي من وظيفته ويقرر البقاء في لندن واستكشاف إمكانية إقامة علاقة مع كيت. يتتبع رقم عمل كيت ويشرح لماذا فاته موعدهم ويخبرها أنه يريد البقاء في لندن وبدء علاقة معها، وتوافق كيت في النهاية على منح الأشياء فرصة لاقتراحه بأنهم يرون ما قد يجلبه المستقبل.
أثناء تجولهم ببطء يدعو هارفي كيت لتطرح عليه الأسئلة التي كانت ستطرحها عليه في صالة المطار، وهذه المرة، يجيب بسعادة، ويخبرها أن مكان إقامته... في مرحلة انتقالية.

## استقبال الفيلم
منح موقع الطماطم الفاسدة تقييم للفيلم بمقدار 71% بناء على آراء 153 ناقد.
منح موقع ميتاكريتيك تقييم للفيلم بمقدار 57% بناء على آراء 27 ناقد سينمائي.
اعترف مانوهلا دارجيس من صحيفة نيويورك تايمز The New York Times«أن هناك شيئًا لا يقاوم حول مشاهدة شخصين يقعان في الحب، حتى في الأفلام المفتعلة. لقد استسلمت على مضض لهذا الفيلم غير الكامل، على الرغم من الحوار في أفلام المشاة. هناك بعض الكوميديا الجسدية الجذابة، وعاد السيد هوفمان في محاولة كسب الجمهور بمجرد التحديق في الكاميرا مع موقف يقول: انظر إلي، أنا ما زلت لطيفًا، وما زلت لطيفًا بصفتي بنيامين في فيلم»الخريج «، وما زلت ضائعًا نوعًا ما وما زلت في حاجة ماسة إلى حبكم».
كتب الناقد الكبير روجر إيبرت من صحيفة شيكاغو سان تايمز Chicago Sun-Times: «قصة حب جذابة للغاية محاطة بفيلم لا يليق به. بالنسبة إلى داستن هوفمان، إنه يوفر فرصة نادرة للعب دور رجل عادي، وبالنسبة لإيما طومسون، هناك فرصة لاستخدام مواهبها».
لاحظ ميك لاسال من صحيفة سان فرانسيسكو كرونيكل San Francisco Chronicle أن: «استمتاع المشاهد بالفيلم يعتمد على مدى ملاءمة الشخص للاقتران بآخر. إذا كنت تستمتع باداء هوفمان واداء طومسون، لكن أداء كل منهم جيد بعيدًا عن الآخر».
كتب أوين جليبرمان من «انترتينمنت ويكلي Entertainment Weekly»: «كوميديا خاسرة في الحب بدون مفاجآت كبيرة، ولكن في عصر المواعدة عبر الإنترنت، فإن احتمال محاولة شخصين غريبين التواصل ببسالة في الأماكن العامة يحمل علامة من البطولة الرومانسية، استحق هذان الاثنان التألق الحميم».
قالت مارجوري بومغارتن من صحيفة أوستن كرونيكل Austin Chronicle: «مؤامرة رقيقة وشخصية عنوانها أمريكي في لندن. من الصعب، للأسف، العثور على رومنسيات منتصف العمر على الشاشة الفضية، إذا أردنا أن نرى المزيد من القصص الرومانسية التي تقوم ببطولتها شخصيات قديمة، فمن مسؤوليتنا الخروج ودعم هذا الفيلم».
كتبت كلوديا بويج من «يو اس أيه توداي USA Today»: «أهم ما يميز الفيلم هو الأداء المثالي للنجمين. فلديهما علاقة لطيفة تتكشف بشكل مقنع بعد بعض الاختبارات الأولية. يتطلب الأمر ممثلين بارعين لجعل الكيمياء المتصاعدة بسرعة تبدو طبيعية جدًا. نجد أنفسنا نشجعهم بشدة. يرتقي هوفمان وتومسون فوق قوس القصة الواضح أحيانًا، والنتيجة هي قصة حب لطيفة وجذابة بشكل مدهش».
كتب جوشوا روثكوبف من «تايم أوت نيويورك Time Out New York» صنف الفيلم بثلاثة نجوم من أصل خمسة نجوم وعلق قائلاً: «إذا كان من الممكن السؤال عن أي شيء خطأ في علاقة غرامية حميدة، نجد الفيلم يقدم نجمين يستعيدان جوهر جاذبيتهما».  

## وصلات خارجية
- مقالات تستعمل روابط فنية بلا صلة مع ويكي بيانات